# Sampe
Sampe is een bestuurslaag in het regentschap Sumbawa van de provincie West-Nusa Tenggara, Indonesië. Sampe telt 368 inwoners (volkstelling 2010).